# 리성 (배우)
리성(중국어: 李晟, 병음: Lǐ Shèng, 한자음: 이성, 1985년 9월 10일 ~ )은 중국의 배우이다.

## 출연작

### 드라마
- 2006년 중국 텔레비전 공사 일요드라마 《심정밀마》 - 지앙링 역
- 2011년 후난위성텔레비전 금응독파극장 《신 황제의 딸》 - 소연자 역
- 2012년 장쑤 위성 텔레비전 행복극장 《괴협구양덕》 - 호접 역
- 2012년 허난 위성 텔레비전 성광극장 《황궁비련》 - 미리 역
- 2012년 후난위성텔레비전 금응독파극장 《아가유희》 - 디엔위언 역
- 2013년 후난위성텔레비전 금응독파극장 《화비화무비무》 - 엽범 역
- 2016년 CCTV-8 황금강당극장 《여사부 반숙》 - 화희황후 역
- 2016년 동방 위성 텔레비전 주파극장 《신혼공우》 - 우위에 역
- 2016년 후난위성텔레비전 찬석독파극장 《환성 : 신들의 전쟁》 - 천영 역
- 2017년 선전 위성 텔레비전 황금극장 《새소화적원대전정》 - 새소화 역
- 2017년 텐센트 웹드라마 《치자화개 2017》 - 화지에 역
- 2018년 장쑤 위성 텔레비전 행복극장 《일로번화상송》 - 싱디 역
- 2018년 장쑤 위성 텔레비전 행복극장 《서언》 - 금원보 역
- 2019년 텐센트 웹드라마 《구천미애정》 - 우라오쉬 역
- 2020년 아이치이 웹드라마 《애정공우 5》 - 주거다성 역
- 2021년 텐센트 웹드라마 《금심사옥》 - 진이낭 역
- 2021년 후난위성텔레비전 금응독파극장 《백련성강》 - 리단 역